# Litoria nannotis
Litoria nannotis är en groddjursart som först beskrevs av Andersson 1916.  Litoria nannotis ingår i släktet Litoria och familjen lövgrodor. IUCN kategoriserar arten globalt som starkt hotad. Inga underarter finns listade i Catalogue of Life.